# Departamento de Castellanos
Departamento de Castellanos är en kommun i Argentina.   Den ligger i provinsen Santa Fe, i den centrala delen av landet, 500 km nordväst om huvudstaden Buenos Aires. Antalet invånare är 162 165. Arean är 6 600 kvadratkilometer.
Terrängen i Departamento de Castellanos är platt.
Trakten runt Departamento de Castellanos består till största delen av jordbruksmark. Runt Departamento de Castellanos är det ganska glesbefolkat, med 26 invånare per kvadratkilometer.